# Mojmír Bártek
Mojmír Bártek (* 26. dubna 1942 Zlín) je český hudební skladatel, trombonista a pedagog. Celé své mládí až do maturity strávil ve Vsetíně. V letech 1963 až 1967 absolvoval konzervatoř v Brně a mezi lety 1976 a 1980 pak následně vystudoval kompozici na Janáčkově akademii múzických umění v Brně. Od roku 1967 působil čtyřicet let jako sólista, aranžér a skladatel v orchestru Gustava Broma.
Vedle asi 200 jazzových skladeb, složil i orchestrální díla (například Painting, Scout Dancing či Playing Dice). Pro děti vytvořil pásmo skladeb nazvané Hrajeme Miniatury. Bártkovy jazzové skladby byly uvedeny například na festivalech v Molde, Varšavě, Norimberku nebo Moskvě.
V současné době vede Big Bandy na konzervatoři v Brně či ve Vyškově a na Lidové škole umění v Modřicích založil a řídí orchestr „The Young Pekáč“.